# Евгени Курдов (футболист)
Вижте пояснителната страница за други личности с името Евгени Курдов.
Евгени Петров Курдов е български футболист, нападател.

## Биография
Роден е на 30 ноември 1981 г. в София. Висок е 183 см и тежи 79 кг. Син е на бившия футболист на Левски (София) и националния отбор Петър Курдов. Играл е за Марица, Ботев (Пловдив), Родопа, Черно море, Конелиано, Видима-Раковски, Светкавица и Спартак (Пловдив). Бивш юношески и младежки национал.

## Статистика по сезони
- Марица – 1997/98 – Б група, 9 мача/1 гол
- Марица – 1998/99 – Б група, 27/6
- Марица – 1999/ес. - Б група, 12/3
- Ботев – 2000/пр. - A група, 7/2
- Ботев – 2000/01 – A група, 17/4
- Родопа – 2001/пр. - В група, 8/3
- Ботев – 2001/ес. - Б група, 8/2
- Черно море – 2002/пр. - A група, 8/2
- Родопа – 2002/ес. - Б група, 7/1
- Конелиано – 2003/пр. - Б група, 9/4
- Конелиано – 2003/ес. - Б група, 9/6
- Видима-Раковски – 2004/пр. - A група, 10/1
- Светкавица – 2004/05 – Б група, 25/15
- Светкавица – 2005/ес. - Б група, 12/4
- Спартак (Пд) – 2006/пр. - Б група, 10/4
- Спартак (Пд) – 2006/07 – Б група 22/10
- Спартак (ПД) 2008/2009 – Б група 11/5